# Can Ton
Can Ton és una casa de Rupit i Pruit (Osona) inclosa a l'Inventari del Patrimoni Arquitectònic de Catalunya.

## Descripció
Casa assentada sobre el desnivell del terreny i orientada a tramuntana. És coberta a dues vessants i amb el carener paral·lel a la façana. El portal és rectangular damunt del qual hi ha una inscripció amb el nom de Jesucrist i la data de 1614; s'obren dues finestres una a cada banda del portal. Al primer pis hi ha dues petites finestres amb espieres tapiades. La banda de migdia de l'edificació consta d'un pis més i presenta galeries a la planta. A llevant s'hi obren quatre finestres. En aquest sector i el de migdia hi ha molts afegitons de construcció recent. És construïda en pedra i morter.

## Història
La plaça del coll del Castell es troba a la part alta de la vila de Rupit, sota el mur de llevant del Castell. Les cases estan assentades damunt el cingle i la gran majoria pertanyen als segles XVII-XVIII. Com totes les de Rupit han estat restaurades respectant la tipologia primitiva. L'establiment de Cavallers al Castell de Rupit donà un caire aristocràtic a la vila. Al segle xiv la demografia baixa considerablement, al fogatge del segle xvi s'experimentà un cert creixement i al segle xvii comença a ésser un nucli important de població, ja que durant la guerra dels Segadors (1654) s'hi establiren molt francesos.